# Хойто-Ага
Хойто́-Ага́ (рос. Хойто-Ага) — село у складі Агінського району Забайкальського краю, Росія. Адміністративний центр Хойто-Агинського сільського поселення.

## Населення
Населення — 834 особи (2010; 849 у 2002).
Національний склад (станом на 2002 рік):
- буряти — 95 %